# 27 (álbum)
27 es el segundo álbum de estudio solista de Ciro y los Persas, grabado entre agosto y octubre de 2012.
Al igual que el disco anterior, contiene catorce canciones y una canción extra, y cuenta con la participación del exbajista de Los Piojos «Micky» Rodríguez (coros en la canción «Astros»), Charly García (cocompositor de «Tango del Diablo», grabado junto a los músicos de tango Jorge y Juan Carlos Cordone) y de los hijos de Ciro haciendo coros y tocando instrumentos en algunas de las canciones, como «Me gusta» y «Fácil».
En tan solo una semana logró ser disco de oro y después disco de platino, superando el triple platino en Argentina. La presentación oficial del disco fue en la ciudad de Formosa el 29 de noviembre de 2012.

## Lista de canciones
| N.º   | Título                           | Letras               | Música                                                    | Duración |  |
| 1.    | «Astros»                         | Carolina de la Presa | Andrés Ciro Martínez · Carolina de la Presa               | 4:11     |  |
| 2.    | «Caminando»                      | Andrés Ciro Martínez | Andrés Ciro Martínez · Juan Gigena Ábalos                 | 4:39     |  |
| 3.    | «Me gusta»                       | Andrés Ciro Martínez | Andrés Ciro Martínez                                      | 4:49     |  |
| 4.    | «Murgueros»                      | Andrés Ciro Martínez | Andrés Ciro Martínez · Broder Bastos · Juan Gigena Ábalos | 4:59     |  |
| 5.    | «Mírenla»                        | Andrés Ciro Martínez | Andrés Ciro Martínez                                      | 4:15     |  |
| 6.    | «Barón Rojo»                     | Andrés Ciro Martínez | Andrés Ciro Martínez · Juan José Gaspari                  | 4:45     |  |
| 7.    | «Ciudad animal»                  | Andrés Ciro Martínez | Andrés Ciro Martínez · Broder Bastos                      | 5:13     |  |
| 8.    | «Curtite»                        | Andrés Ciro Martínez | Andrés Ciro Martínez                                      | 4:19     |  |
| 9.    | «Héroes de Malvinas»             | Andrés Ciro Martínez | Andrés Ciro Martínez                                      | 4:25     |  |
| 10.   | «La flor en la piedra»           | Andrés Ciro Martínez | Andrés Ciro Martínez                                      | 4:04     |  |
| 11.   | «Fácil»                          | Andrés Ciro Martínez | Andrés Ciro Martínez                                      | 4:10     |  |
| 12.   | «Mi sol»                         | Andrés Ciro Martínez | Andrés Ciro Martínez                                      | 4:18     |  |
| 13.   | «Tal vez»                        | Andrés Ciro Martínez | Andrés Ciro Martínez                                      | 5:18     |  |
| 14.   | «L.V.R.»                         | Andrés Ciro Martínez | Andrés Ciro Martínez                                      | 4:12     |  |
| 15.   | «Tango del Diablo» (Bonus track) | Andrés Ciro Martínez | Charly García                                             | 4:06     |  |
| 68:09 |                                  |                      |                                                           |          |  |

## Músicos
Ciro y los Persas
- Andrés Ciro Martínez – Voz, armónica, guitarra, percusión y coros.
- Joao Marcos Cezar «Broder» Bastos – Bajo, guitarra acústica y coros.
- Juan Manuel Gigena Ábalos – Guitarra y coros.
- Rodrigo Pérez – Guitarra y coros.
- Julián Isod – Batería y coros.
- Nicolás Rafetta – Teclados.

Invitados
- Miguel Ángel Rodríguez – Coros en «Astros».
- Manuela Martínez – Guitarra acústica en «Me gusta».
- Katja Martínez – Coros en «Me gusta».
- Alejandro Martínez Simonetti – Armónica en «Fácil».
- Marcelo Blanco (Pericos) - Percusión

## Videos musicales
| Año  | Video musical |
| ---- | ------------- |
| 2012 | «Astros»      |
| 2013 | «Mírenla»     |
| 2013 | «Me gusta»    |
| 2014 | «Caminando»   |
| 2014 | «Barón Rojo»  |

## Premios y nominaciones
| Año                 | Categoría                   | Trabajo     | Resultado |
| ------------------- | --------------------------- | ----------- | --------- |
| Premios Gardel 2013 | Canción del año             | «Astros»    | Nominado  |
| Premios Gardel 2013 | Álbum del año               | 27          | Nominado  |
| Premios Gardel 2013 | Mejor álbum artista de rock | 27          | Ganador   |
| Premios Quiero 2013 | Mejor video rock            | «Mírenla»   | Ganador   |
| Premios Quiero 2014 | Mejor video rock            | «Caminando» | Nominado  |